# Drahany
Drahany (deutsch: Drahan) ist ein Městys in Okres Prostějov, in der Region Olomoucký kraj, Tschechien. Der Ort befindet sich im Drahaner Bergland.

## Geschichte
Die erste schriftliche Erwähnung ist im Jahre 1310 nachweisbar. Im Jahre 2006 erhielt die Gemeinde abermals den Statut eines Městys.

## Sehenswürdigkeiten
- Kirche des Hl. Johannes des Täufers
- Statue des Hl. Johannes von Nepomuk
- Reste der Burg Starý Plumlov (Drahans), nordöstlich auf dem Truppenübungsplatz

## Persönlichkeiten
- Wilhelm Kosch (1879–1960), Literaturwissenschaftler

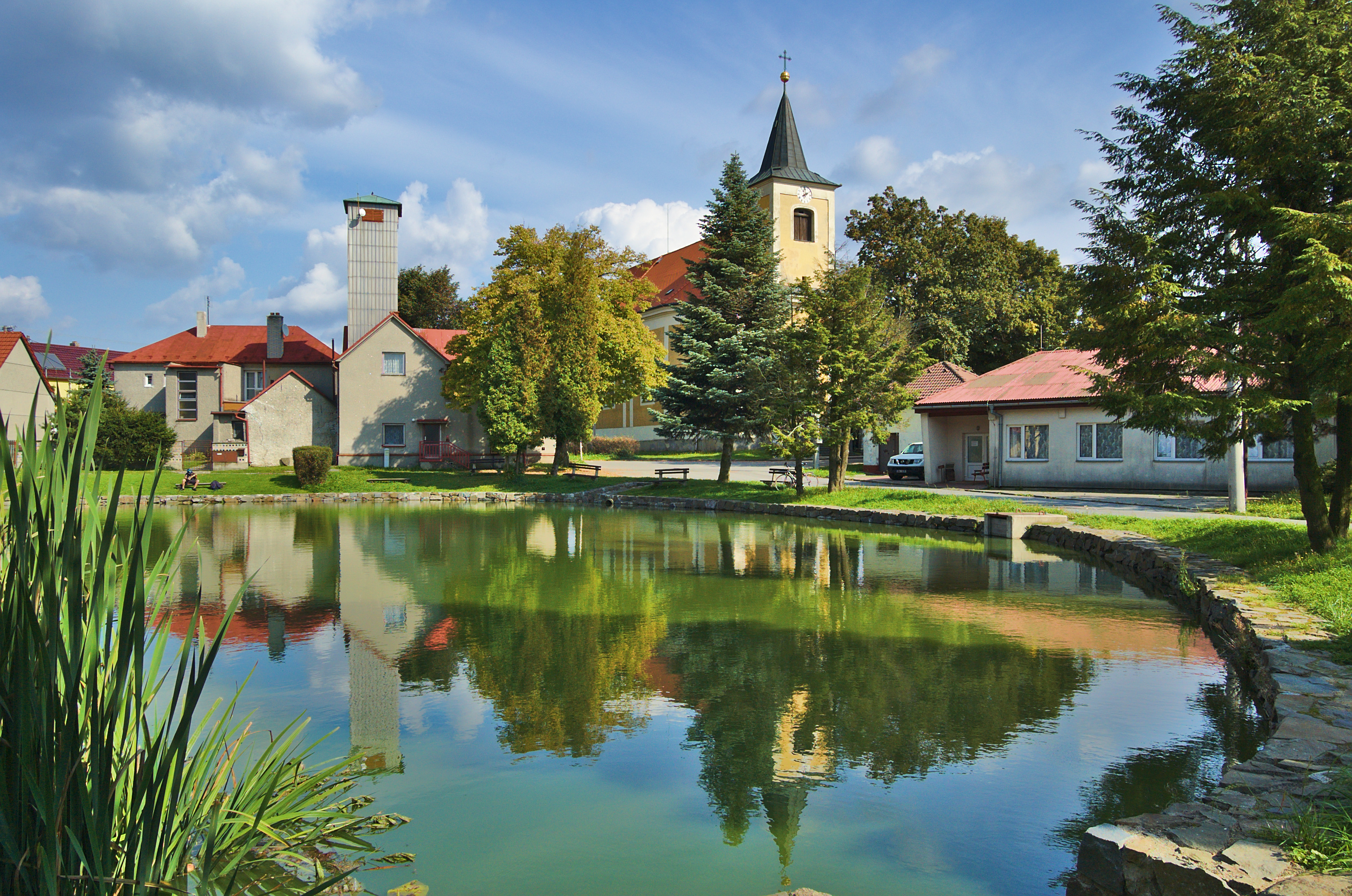
Kirche des Hl. Johannes des Täufers und die Feuerwehrstation im Jahre 2014